# La ragazza dagli occhi d'oro (film)
La ragazza dagli occhi d'oro (La fille aux yeux d'or) è un film del 1961 diretto da Jean-Gabriel Albicocco.